# Bebius variegatus
Bebius variegatus är en skalbaggsart som beskrevs av Blackburn 1892. Bebius variegatus ingår i släktet Bebius och familjen långhorningar. Inga underarter finns listade.